# 38 Special
38 Special – amerykański zespół rockowy założony w 1975 roku, w Jacksonville – Floryda. Stworzyli ją przyjaciele mieszkający po sąsiedzku: Don Barnes i Donnie Van Zant. Starszy brat Donniego, Ronnie, był wokalistą Lynyrd Skynyrd. Inny brat, Johnny, jest aktualnym wokalistą tego zespołu.
We wczesnych latach 80', zespół połączył elementy blues-rocka i rocka stadionowego, wydając odnoszące sukcesy albumy i single.
Najbardziej znanymi utworami tego zespołu są "Caught Up in You" (1982), "If I’d Been the One" (1983) – oba były na pierwszym miejscu magazynu Billboard w kategorii album rockowy – i utwór "Second Chance" (1989). Inne single, które były hitami to "Hold on Loosely" (1981) i "Back Where You Belong" (1984).
W 2007 roku zespół 38 Special rozpoczynał koncerty na trasie Lynyrd Skynyrd i Hank Williams Jr. Rowdy Frynds.
Ich piosenka pod tytułem "Trooper with an Attitude" była motywem początkowym w filmie Broken Lizard’s Super Troopers. Film powstał w 2001 roku.
We wrześniu 2008 roku zespół wystąpił w CMT Crossroads z piosenkarzem country Tracem Adkinsem przedstawiając hity z ubiegłych lat.

## Dyskografia

### Albumy studyjne
| Rok  | Album                     | Billboard 200 | RIAA      |
| ---- | ------------------------- | ------------- | --------- |
| 1977 | 38 Special                | 148           |           |
| 1978 | Special Delivery          |               |           |
| 1980 | Rockin’ into the Night    | 57            |           |
| 1981 | Wild-Eyed Southern Boys   | 18            | Platynowa |
| 1982 | Special Forces            | 10            | Platynowa |
| 1983 | Tour de Force             | 22            | Platynowa |
| 1986 | Strength in Numbers       | 17            | Złota     |
| 1988 | Rock & Roll Strategy      | 61            |           |
| 1991 | Bone Against Steel        | 170           |           |
| 1997 | Resolution                |               |           |
| 2001 | Wild-Eyed Christmas Night |               |           |
| 2004 | Drivetrain                |               |           |

### Składanki i albumy specjalne
| Rok  | Album                                                                    | Billboard 200 | RIAA      |
| ---- | ------------------------------------------------------------------------ | ------------- | --------- |
| 1978 | Wild Eyed & Live                                                         |               |           |
| 1987 | Flashback: The Best of 38 Special                                        | 35            | Platynowa |
| 1999 | Live at Sturgis                                                          |               |           |
| 2000 | 20th Century Masters – The Millennium Collection: The Best of 38 Special |               |           |
| 2001 | Anthology                                                                |               |           |
| 2003 | The Very Best of the A&M Years (1977-1988)                               |               |           |

### Single
| Rok  | Singiel                   | Pozycja na liście | Pozycja na liście | Album                             |
| Rok  | Singiel                   | US Hot 100        | US Main Rock      | Album                             |
| ---- | ------------------------- | ----------------- | ----------------- | --------------------------------- |
| 1980 | "Rockin’ into the Night"  | 43                |                   | Rockin’ into the Night            |
| 1981 | "Hold on Loosely"         | 27                | 3                 | Wild-Eyed Southern Boys           |
| 1981 | "Fantasy Girl"            | 52                | 30                | Wild-Eyed Southern Boys           |
| 1981 | "Wild-Eyed Southern Boys" |                   | 35                | Wild-Eyed Southern Boys           |
| 1982 | "Caught Up in You"        | 10                | 1                 | Special Forces                    |
| 1982 | "You Keep Runnin' Away"   | 38                | 7                 | Special Forces                    |
| 1982 | "Chain Lightnin'"         |                   | 9                 | Special Forces                    |
| 1982 | "Back on the Track"       |                   | 56                | Special Forces                    |
| 1983 | "If I’d Been the One"     | 19                | 1                 | Tour de Force                     |
| 1983 | "Back Where You Belong"   | 20                |                   | Tour de Force                     |
| 1984 | "Teacher, Teacher"        | 25                | 4                 | Teachers (soundtrack)             |
| 1986 | "Like No Other Night"     | 14                | 4                 | Strength in Numbers               |
| 1986 | "Somebody Like You"       | 48                | 6                 | Strength in Numbers               |
| 1986 | "Heart’s on Fire"         |                   | 30                | Strength in Numbers               |
| 1987 | "Back to Paradise"[A]     | 41                | 4                 | Flashback: The Best of 38 Special |
| 1988 | "Little Sheba"            |                   | 15                | Rock & Roll Strategy              |
| 1988 | "Rock & Roll Strategy"    | 61                | 5                 | Rock & Roll Strategy              |
| 1989 | "Second Chance"[B]        | 6                 | 2                 | Rock & Roll Strategy              |
| 1989 | "Comin' Down Tonight"     | 67                |                   | Rock & Roll Strategy              |
| 1991 | "Rebel to Rebel"          |                   | 30                | Bone Against Steel                |
| 1991 | "The Sound of Your Voice" | 33                | 2                 | Bone Against Steel                |
| 1997 | "Fade to Blue"            |                   | 33                | Resolution                        |